# Dendropaemon denticollis
Dendropaemon denticollis är en skalbaggsart som beskrevs av Felsche 1909. Dendropaemon denticollis ingår i släktet Dendropaemon och familjen bladhorningar. Utöver nominatformen finns också underarten D. d. lividus.